# Asperula doerfleri
Asperula doerfleri là một loài thực vật có hoa trong họ Thiến thảo. Loài này được Wettst. mô tả khoa học đầu tiên năm 1892.